# Kalahári-medence
A Kalahári-medence egy Dél-Afrika magasföldjei által határolt lefolyástalan süllyedék. Teljes területe több mint 2,5 millió km², nagyrészt sivatagos, félsivatagos táj, amelynek legnagyobb részén a  Kalahári sivatag terül el.
A medence az Orange folyótól észak felé 2500 kilométer hosszan, egészen a Közép-Afrikai őserdőkig húzódik. Területén Namíbia, Botswana, Dél-afrikai Köztársaság, Angola, Zambia, és Zimbabwe osztozik.

## Keletkezése
Százmillió éve, mióta az afrikai tábla levált és eltávolodott Gondwánától, a Kalahári-medencében és más mélyebb területeken gyűlt össze a magasabb területek erózió koptatta hordaléka. A vidék több lépcsőben száradt ki, legutóbb 5 millió éve az Antarktisz eljegesedése vont el a déli félteke légköréből nagy mennyiségű vízgőzt. Ennek ellenére 2 millió éve még egy óriási tó, alakult ki a Kalahári-medence közepén, a Makgadikgadi, melynek egykori partvonala az űrfelvételeken a mai napig kirajzolódik. A tó később lefolyást talált a Zambézi felé a földmozgásnak köszönhetően. Ez az esemény, valamint az ezt követő újabb száraz időszakok teljesen kiszárították a vidéket. A Makgadikgadi ma a száraz évszakban kemény kérgű, poros teknő, esős évszakban járhatatlan sártenger.

## Éghajlat
Kisebb méretű, hasonló teknők százával vannak a Kalahári területén.
A Kalaháriban minden az éltető víztől függ. Az évi átlagban 450 milliméternyi csapadékból, az északi területekre több, a déliekre kevesebb jut. Az esők java része december és február között hullik hirtelen kerekedő, nagy viharok kíséretében. Ez a kevés víz arra elegendő, hogy a jobbára vörös színű homoktenger kiviruljon, és zöldellő szavannának adja át a helyét.
Különböző fűfélék és akáciák sok faja alkotja a jellemző növényvilágot, néhol baobabfák, másutt pálmák, illetve vad szezámbokrok nőnek egy-egy csoportban.